# Maisoncelles-en-Gâtinais
Maisoncelles-en-Gâtinais è un comune francese di 139 abitanti situato nel dipartimento di Senna e Marna nella regione dell'Île-de-France.

## Società

### Evoluzione demografica
Abitanti censiti